# Ратници од теракоте
Ратници Сјена или Глинени ратници је колекција од преко 8.000 скулптура војника и коња направљених од глине, нађена у гробници првог кинеског цара, Ћин Ши Хуанга. Све скулптуре имају природну величину. Колекција скулптура се налазила у гробници и била закопана заједно с првим кинеском царем, Ћин Ши Хуангом, који је ујединио Кину 221. п. н. е. Ратници Сјена су откривени у марту 1974. Ископавања су започела убрзо након открића. Глинена војска се налази на 33 km од града Сијан, у провинцији Шенси у Кини. Ратници Сјена су нађени око 1,5 km источно од гроба Ћин Ши Хуанга, и на 3 нивоа. Прво су ископане скулптуре које су се налазиле на дубини 4 до 8 метара, а музеј под именом Музеј првог цара династије Ћин постављен је на рушевинама и отворен за јавност 1979. Цео музеј је комплетиран 1994.
У време кад је цар Ћин Ши Хуанг умро и био сахрањен, скулптуре су покопане заједно с њим јер се веровало да ће тако и након смрти цар имати војску којом заповеда. Скулптуре гледају ка истоку и налазе се у борбеној формацији. Свака од скулптури је јединствена, тако да не постоје две идентичне. Скулптуре су наоружане луковима и стрелама, копљима, мачевима и др. Наоружање је у време открића било још увек веома оштро.
Године 1980. су откривене две обојене бронзане кочије 20 метара западно од царевог гроба. Свака се састојала од 3.000 разних делова и вукла су је четири коња. Године 1987. УНЕСКО их је прогласио светском баштином.
Фигуре, које датирају отприлике из касног трећег века пре нове ере, су открили 1974. локални фармери у округу Линтонг, изван Сијана, Шанки, Кина. Фигуре се разликују по висини у зависности од улоге, а највиши су генерали. Фигуре укључују ратнике, кочије и коње. Процене из 2007. су биле да је у три јаме у којима је била Теракота војска било више од 8.000 војника, 130 кочија са 520 коња и 150 коњичких коња, од којих је већина остала закопана у јамама у близини маузолеја Ћин Ши Хуанга. У другим јамама пронађене су и друге невојне фигуре од теракоте, укључујући званичнике, акробате, моћнике и музичаре.

## Историја
Конструкцију гробнице описао је историчар Сима Ћен (145–90. п. н. е.) у Записима великог историчара, првој од 24 кинеске династичке историје, која је написана век након завршетка маузолеја. Радови на маузолеју су почели 246. п. н. е. убрзо након што је цар Ћин (тада стар 13 година) ступио на престо, а пројекат је на крају укључио 700.000 регрутованих радника. Географ Ли Даојуен, који је писао шест векова након смрти првог цара, записао је у Шуеј Ђинг Џу да је планина Ли била омиљена локација због своје повољне геологије: „позната по рудницима жада, њена северна страна била је богата златом, а јужна богата прелепим жадом; први цар, похлепан за добром репутацијом, зато је изабрао да буде тамо сахрањен". Сима Ћен је написао да је први цар сахрањен са палатама, кулама, званичницима, вредним артефактима и чудесним предметима. Према овом приказу, 100 текућих река је симулирано помоћу живе, а изнад њих плафон је био украшен небеским телима, испод којих су била обележја земље. Неки преводи овог одломка односе се на „моделе“ или „имитације“; међутим, те речи нису коришћене у оригиналном тексту, где се не помиње војска од теракоте. Високи нивои живе пронађени су у тлу гробнице, што даје веродостојност извештају Сима Ћена. Каснији историјски извештаји сугеришу да је комплекс и саму гробницу опљачкао Сјанг Ју, претендент на престо након смрти првог цара. Међутим, постоје индиције да сама гробница можда није била опљачкана.

### Откриће
Војску од теракоте открила је 29. марта 1974. група фармера — Јанг Џифа, његових петоро браће и комшија Ванг Пуџи — који су копали бунар отприлике 1,5 km (0,93 mi) источно од гробнице цара Ћина на планини Ли (Лишан), регион прожет подземним изворима и водотоцима. Вековима се у повременим извештајима помињу делови фигура од теракоте и фрагменти некрополе Ћин – црепови, цигле и комади зида. Ово откриће подстакло је кинеске археологе, укључујући Џао Кангмина, да истраже, откривајући највећу групу грнчарских фигура икада пронађених. Музејски комплекс је од тада изграђен на том подручју, а највећа јама је ограђена наткривеном конструкцијом.

## Некропола
Војска од Tеракоте је део много веће некрополе. Радар који продире кроз земљу и узорковање језгра су измерили да је површина приближно 98 km2 (38 sq mi).
Некропола је изграђена као микрокосмос царске палате или комплекса, и покрива велику површину око гробнице првог цара. Земљана гробна хумка налази се у подножју планине Ли и изграђена је у пирамидалном облику, а окружена је са два чврсто изграђена набијена земљана зида са улазима на капијама. Некропола се састоји од неколико канцеларија, сала, штала, других објеката као и царског парка који се налази око хумке.
Ратници чувају стражу источно од гробнице. До 5 m (16 ft) црвенкасте, песковите земље накупило се на локалитету у два миленијума након изградње, али су археолози пронашли доказе ранијих поремећаја на локацији. Током ископавања у близини гробне хумке на планини Ли, археолози су пронашли неколико гробова из 18. и 19. века, где су копачи очигледно ударили делове теракоте. Они су одбачени као безвредни и коришћени заједно са земљом за затрпавање ископина.

### Гробница
Гробница изгледа као херметички затворен простор отприлике величине фудбалског терена (око 100 × 75 м). Гробница остаје неотворена, вероватно због забринутости око очувања њених артефаката. На пример, након ископавања Теракота војске, обојена површина присутна на неким фигурама од теракоте почела је да се љушти и бледи. Лак који покрива боју може се увијати за петнаест секунди када је изложен сувом ваздуху Сијана и може се ољуштити за само четири минута.